# Strandvägen, Stockholm

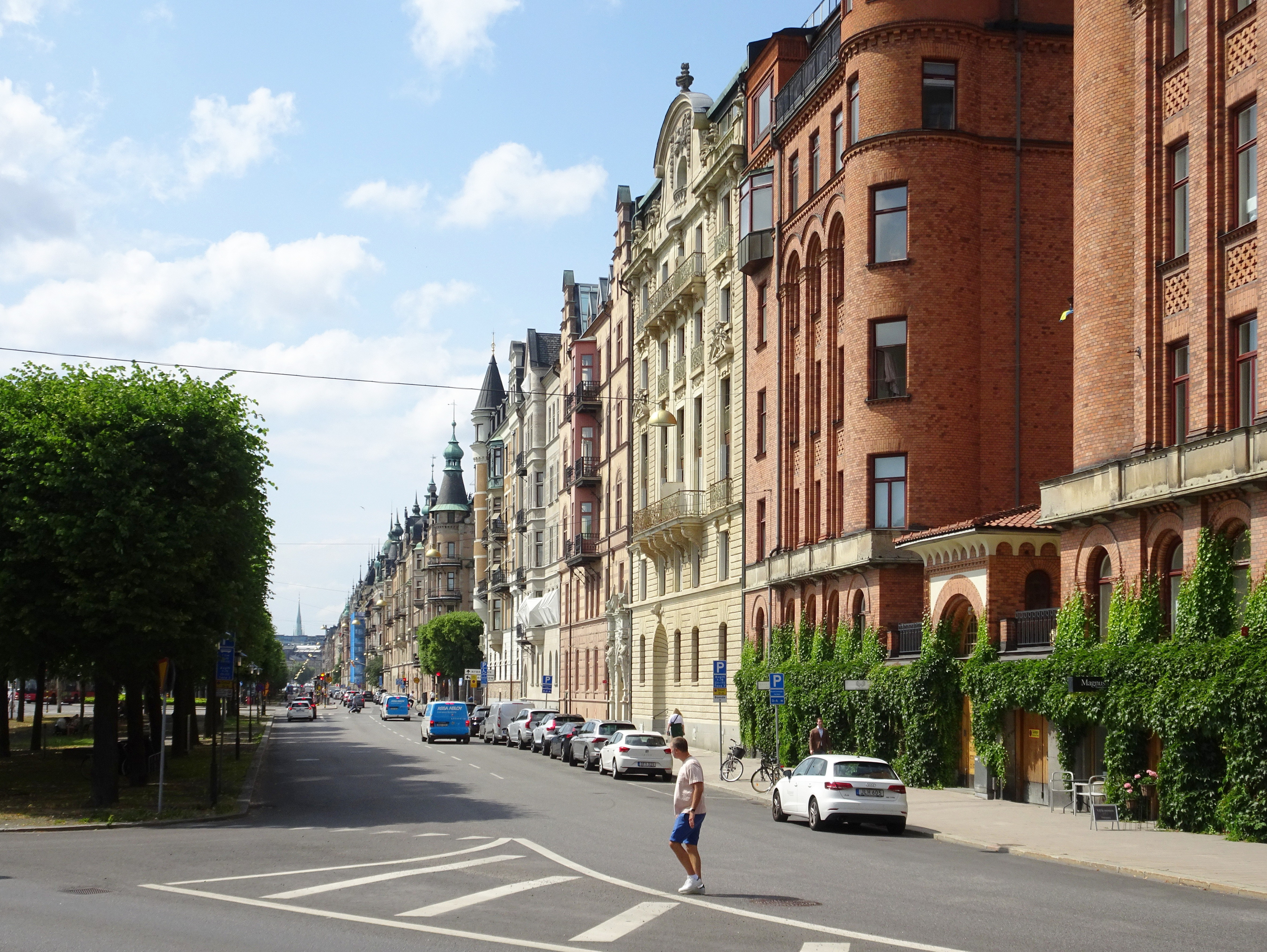
Strandvägen västerut, juni 2022. Till höger syns kvarteret Bajonetten med bland annat von Rosenska palatset.

Strandvägen är en gata på Östermalm i Stockholms innerstad, med sträckning från Nybroplan i väst till Oxenstiernsgatan och Dag Hammarskjölds väg i öst. Gatan är en trädplanterad boulevard och esplanad som består till stor del av stenhus från sekelskiftet 1900. Gatan är cirka 1,3 km meter lång och har en kajpromenad vid Ladugårdslandsviken och Djurgårdsbrunnsviken som heter Strandvägskajen.

## Planering och stadsplan

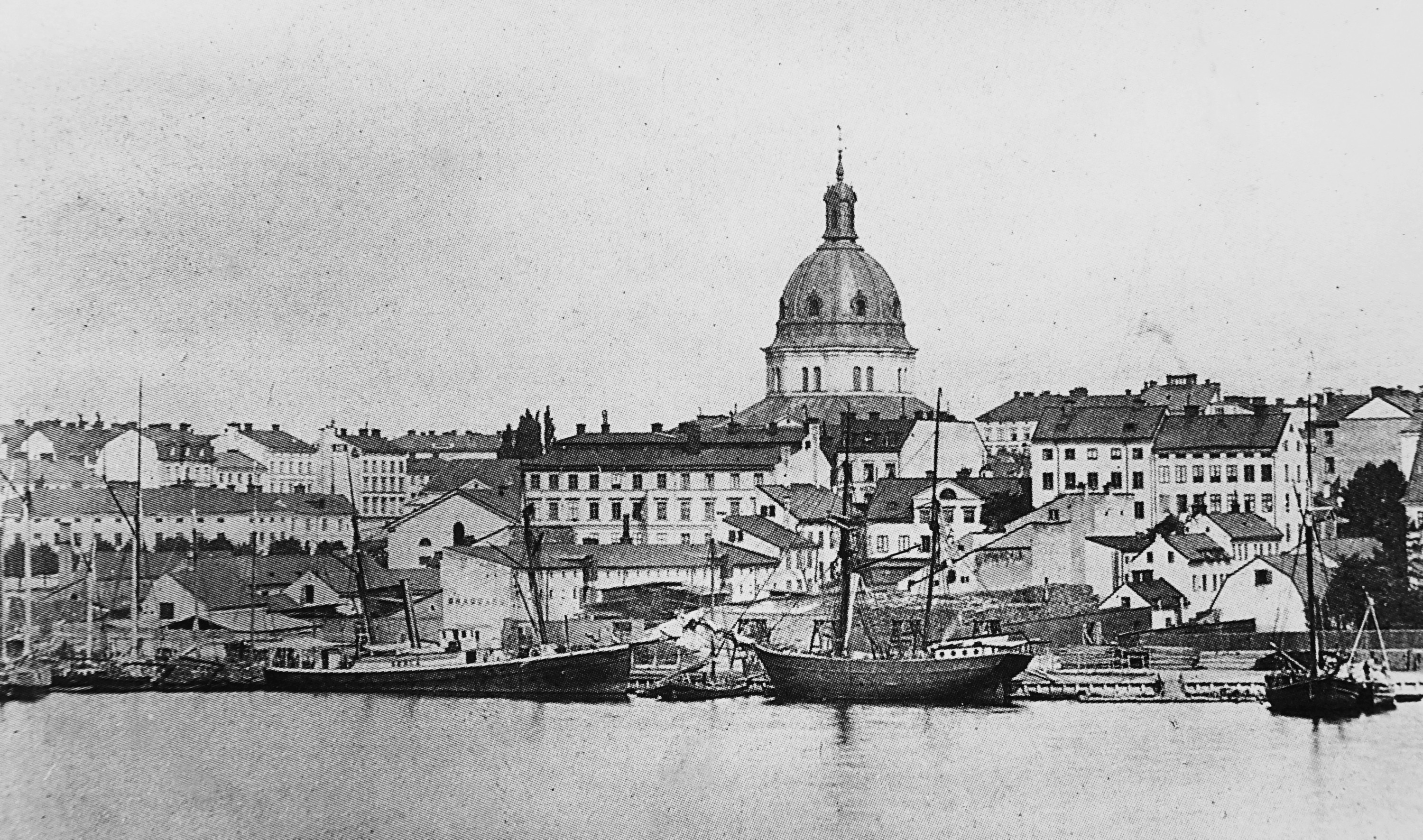
Ladugårdslandsviken omkring 1870.

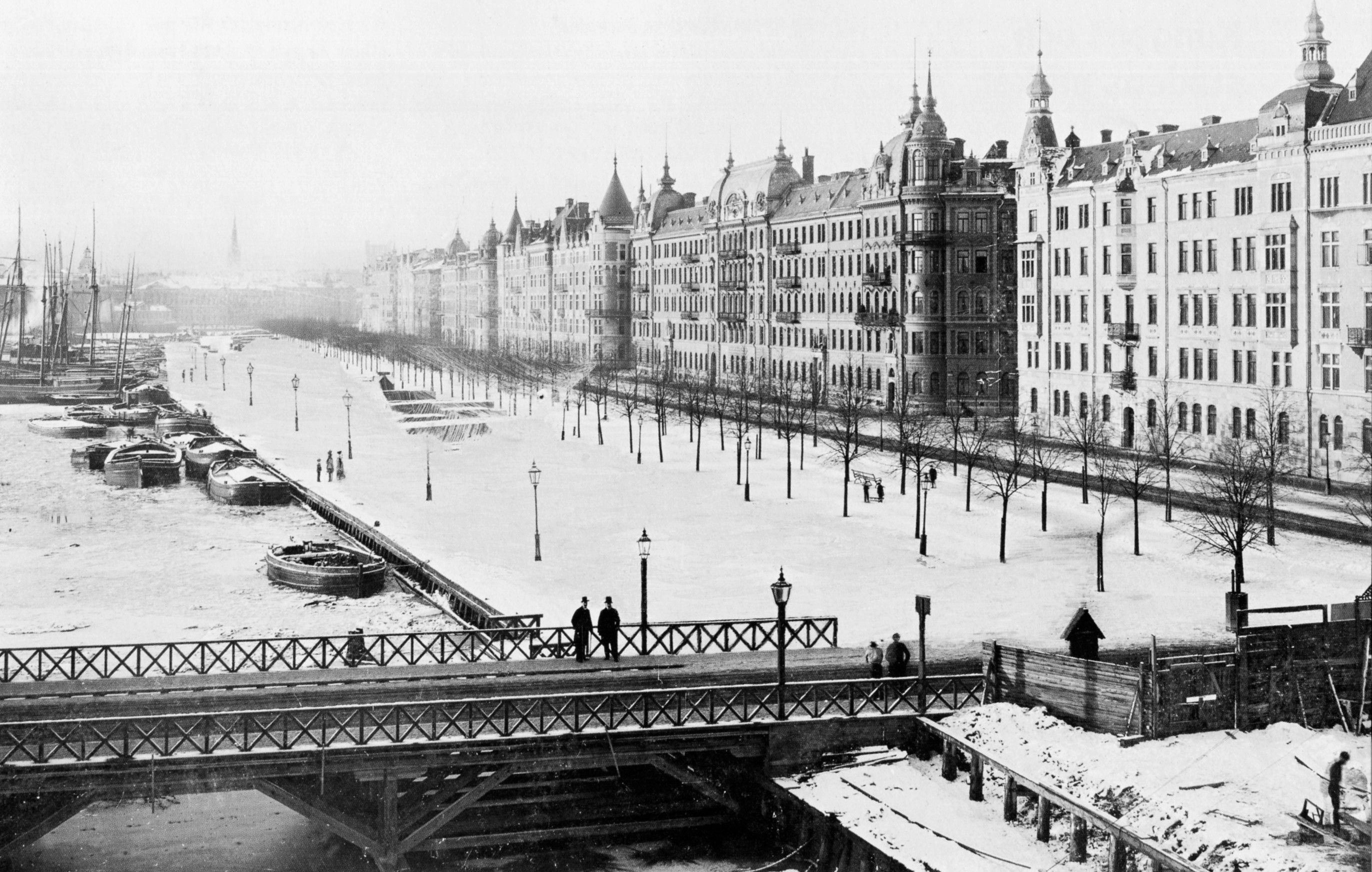
Strandvägen mot väst, Gamla Djurgårdsbron i förgrunden, 1897.

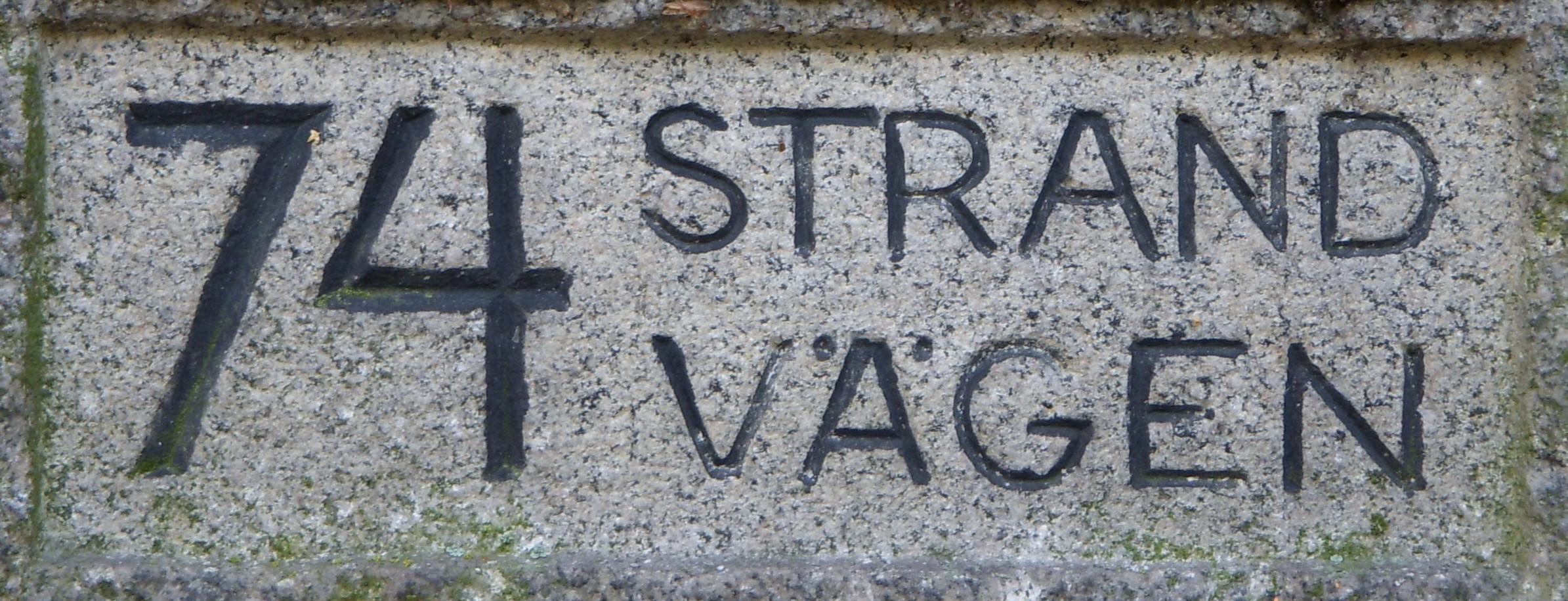
F.d. Strandvägen 74 (Villa Gumælius).

Tidigare namn på Strandvägen var Ladugårdslands Strandgata. Gatan var då en svårframkomlig gata med ruckel och skjul, och en av byggherrarna i Stockholm, Isaak Hirsch, fann att han bara kunde ta sig till gatan via Storgatan eller genom att ro över vattnet. Hirsch bidrog till att området kring nuvarande Strandvägen rustades upp, bebyggdes och blev huvudstadens paradgata. Innan upprustningen på slutet av 1800-talet var gatan en eländig gångstig där man bara kunde ta sig fram styckvis.
Redan 1857 började man diskutera en kaj från Ladugårdslandsbron i väster till Gamla Djurgårdsbron i öster. Den av Albert Lindhagen föreslagna, och efter honom uppkallade, Lindhagenplanen reglerade inte hela staden, varför de flesta av hans reformförslag sköts på framtiden. Ett projekt kom dock att förverkligas och det gällde anläggandet av en strandgata från Ladugårdslandsbron fram till Fredrikshov vid Gamla Djurgårdsbron. I den strid som uppstod kring Strandvägens tillkomst målade en av dess förespråkare ut följande framtidsvision: "Med ståtliga moderna byggnader och med de skuggiga alléerna i sin mitt ledande till Stockholms mest besökta, vackraste och mest omväxlande förlustelseort samt en med fartyg beklädd kaj och fri utsikt över större delen av hamnen skulle vi få en gata, vars make knappt skulle finnas i Europa."
År 1859 presenterade chefen för stadens vattenbyggnader, Edvard von Rothstein, ett förslag med en bred, kajförsedd och trädplanterad gata som kom att uppfylla visionen. Staden beslöt att gatans bredd skulle vara 240 fot istället för tidigare fastställda 140 fot, alltså 72 meter mot 42 meter. Som jämförelse kan nämnas av Stockholms dåtida huvudstråk som Drottninggatan, Regeringsgatan och Arsenalsgatan var mellan 9 och 12 meter breda. Den enorma bredden gjorde Strandvägen till ett mycket storslaget projekt. I december 1861 började gatans anläggningsarbeten med omfattande utfyllningar och kajarbeten som pågick till 1876. De första lindarna planterades 1879. Hela kostnaden förutom planering och plantering uppgick till 1 065 402:31 kronor.
Gatan namngavs 1885. Den första byggnaden vid Stockholms nya paradgata uppfördes 1881–1883 på fastigheterna Ädelman större 7, 8, 9 efter ritningar av arkitekt Oskar Erikson. Den östra delen mellan Djurgårdsbron och Gamla skogsinstitutet blev klart 1896, lagom till Allmänna konst- och industriutställningen 1897. På grund av första världskriget dröjde det till 1923 innan Strandvägens idag sista och ostligaste fastighet bebyggdes, Hornblåsaren 5. 
Strandvägen öster om Storgatan ingick före 1914 i Kavallerivägen. Därefter förlängdes Strandvägen österut och förbi Diplomatstaden med jämna husnummer 74–84. Exempelvis hade Villa Gumælius (byggår 1924) adressen Strandvägen 74. Den delen namnändrades 1999 till Dag Hammarskjölds väg. Idag (2022) finns bara tre jämna husnummer längs hela Strandvägen som avser KMK:s klubbhus (nr 56), Gamla skogsinstitutets huvudbyggnad (nr 58) och före detta skjutbanelokal (nr 60).

### Heinrich Neuhaus panorama

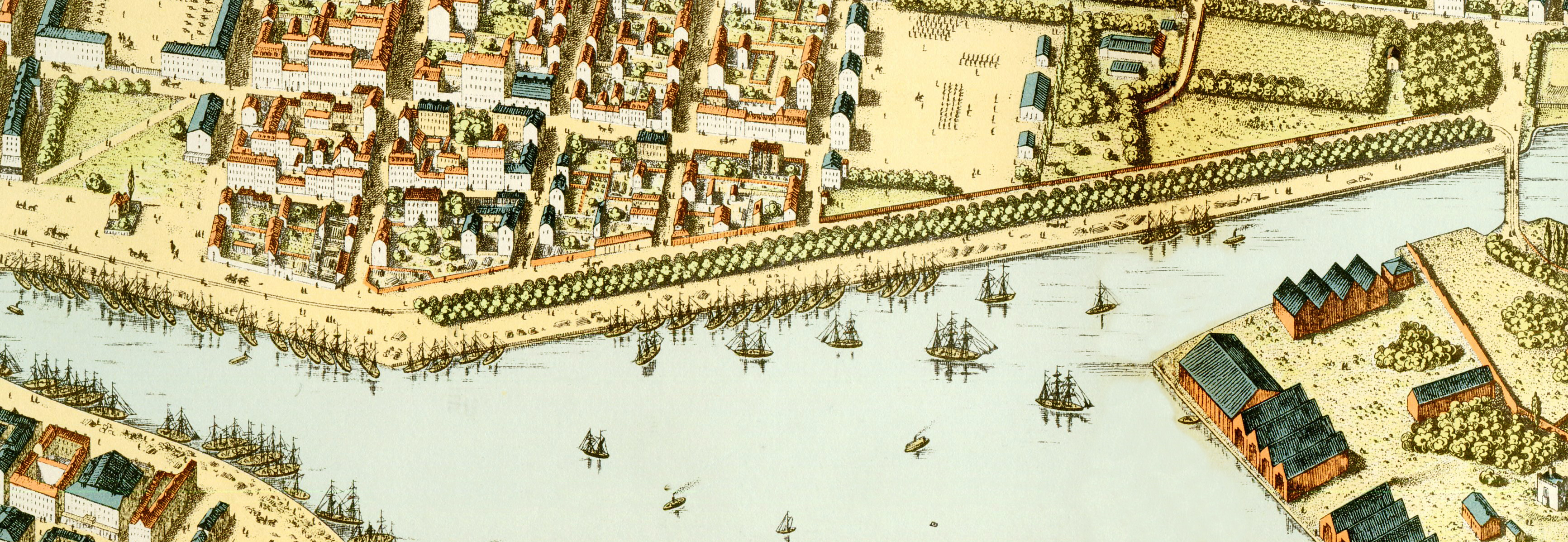
Strandvägen på Heinrich Neuhaus Stockholmspanorama från 1870-talet. Observera att någon alléplantering fanns inte vid den tiden.

## Spårväg

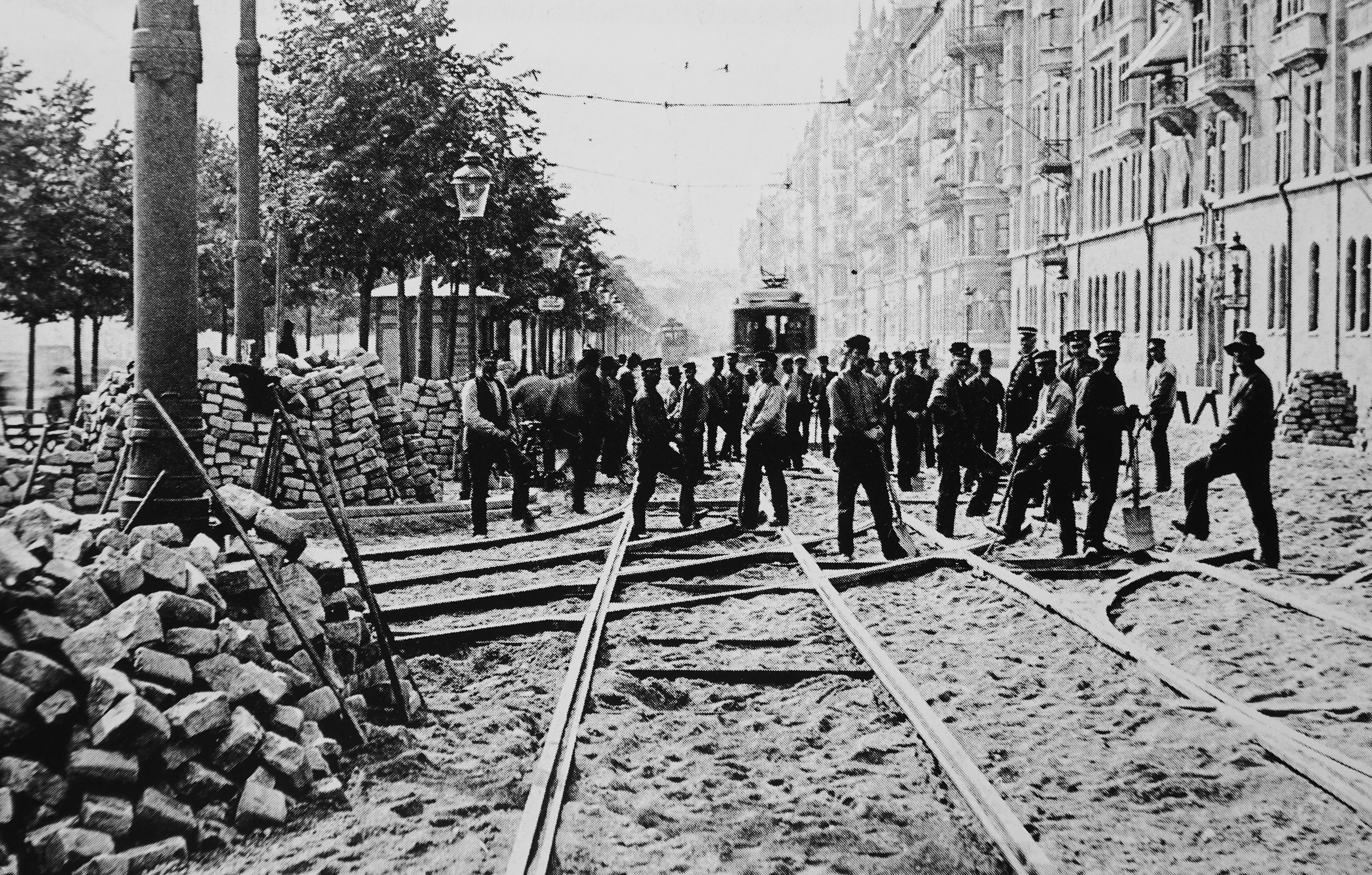
Läggning av spårvagnsräls, 1910.

Strandvägen var en av de första gatorna i Stockholm som trafikerades av spårvagn (hästdragen), i samband med att trafiken ut till Djurgården startade år 1877. För den elektriska spårvagnstrafiken lades nya spår 1910. I samband med högertrafikens införande 1967 lades trafiken ned och spåren revs senare upp. I början av 1990-talet anlades nya spår inför trafikstarten på Djurgårdslinjen 1991. Före 1967 låg spåren i båda riktningarna på den norra körbanan, medan de nuvarande spåren ligger på var sida om allén. Sedan 2010 trafikeras Strandvägen av såväl reguljär spårvagnstrafik (linje 7) som av veteranspårvagnar (linje 7N). De senare rullar huvudsakligen under sommarhalvåret och hösten.

## Nobelpalatset
Huvudartikel: Nobelpalatset
År 1906 fick arkitekt Ferdinand Boberg uppdraget av Nobelstiftelsen att rita ett Nobelpalats vid Strandvägens östra slut. Bobergs förslag var det djärvaste han ritat;  Nobelpalatset skulle torna upp sig från en klippavsats i Nobelparken ungefär 20 meter över Djurgårdsbrunnsviken och Strandvägen skulle i fonden mot öst ha fått en siluett utan motstycke. Men förslaget blev trots många ändringar och långa diskussioner aldrig genomförd. 1913 lade Nobelkommittén ner sitt stora projekt.

### Stadsplan från 1859

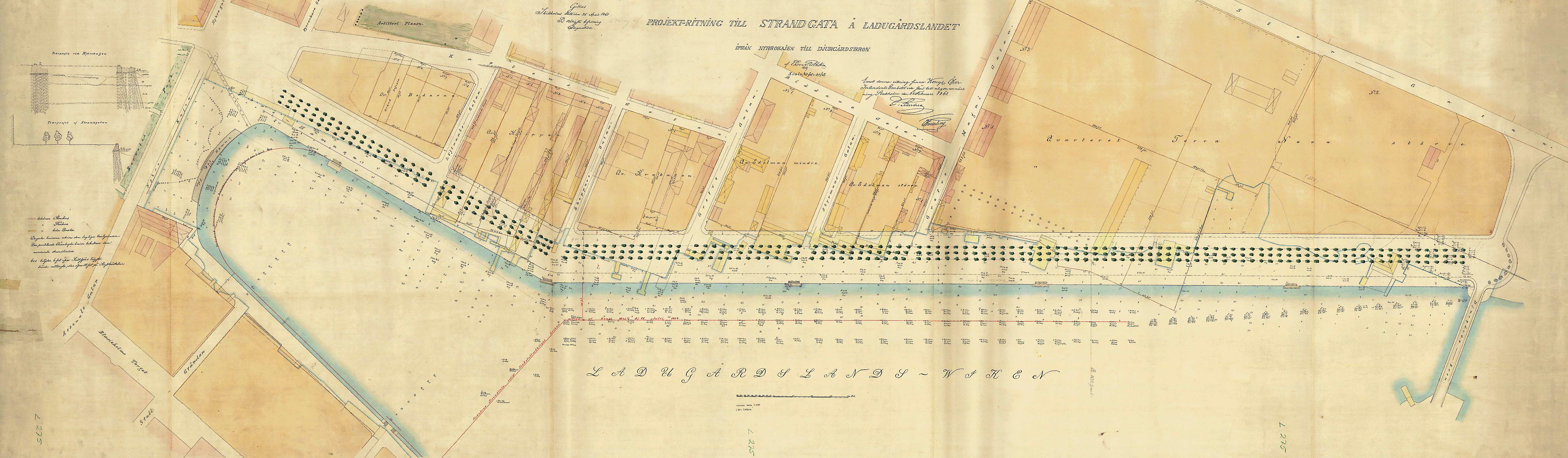
Edvard von Rothsteins fortfarande gällande stadsplan (Diarienr
L-275) över Strandvägen och Nybroplan från 1859.

### Panorama

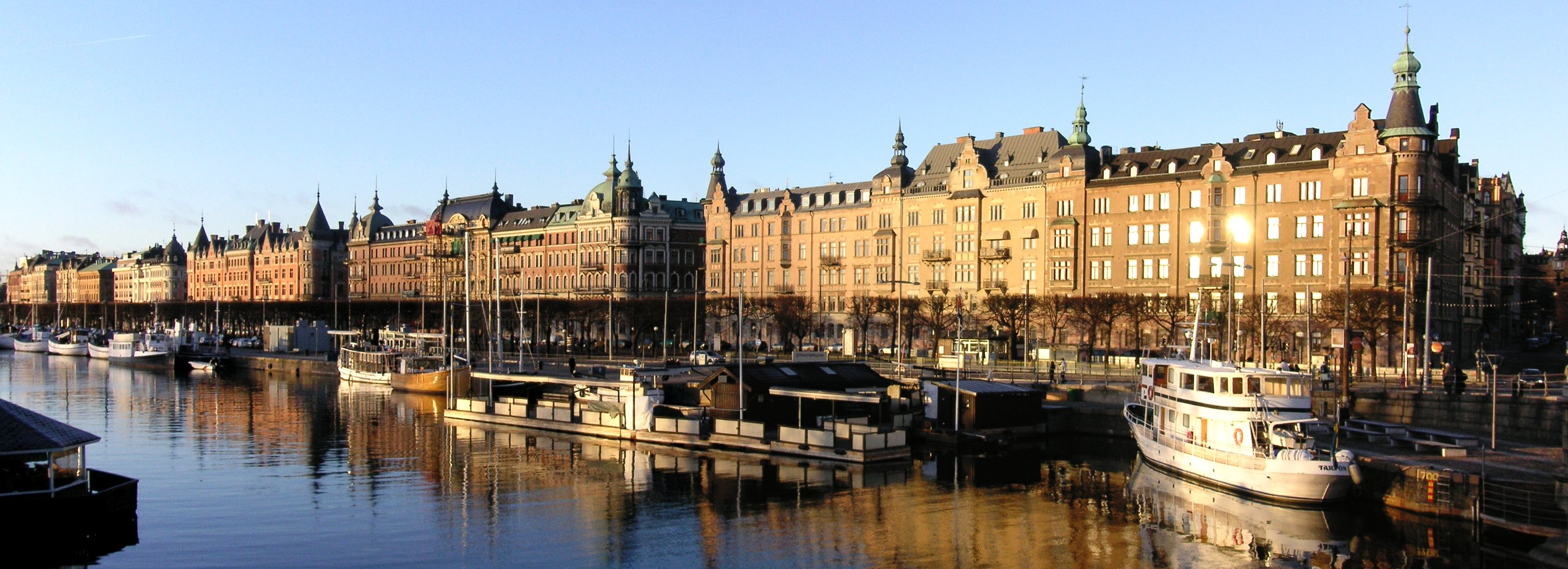
Strandvägen och Strandvägskajen från Djurgårdsbron mot Nybroplan, december 2007. Längst till höger syns kvarteret Beväringen.

## Samtliga fastigheter och kvarter från väst till öst
| Bild | Nr     | Fastighet               | Kvarter                         | Även känt som         | Byggår    | Arkitekt                                      | Byggherre                     | Byggmästare                              | Anmärkning |
| ---- | ------ | ----------------------- | ------------------------------- | --------------------- | --------- | --------------------------------------------- | ----------------------------- | ---------------------------------------- | --- |
|      | 1      | Bodarne 14              | Kvarteret Bodarne               |                       | 1904      | Hagström & Ekman                              | Isaak Hirsch                  | Johan Sjöqvist                           | Fasaderna mot Strandvägen samkomponerades med Bodarne 11 och 10 |
|      | 3      | Bodarne 11              | Kvarteret Bodarne               |                       | 1904      | Hagström & Ekman                              | Magnusson & Löwenadler        | Johan Alfred Sandberg                    | Fasaderna mot Strandvägen samkomponerades med Bodarne 10 och 14. |
|      | 5      | Bodarne 10              | Kvarteret Bodarne               |                       | 1904      | Hagström & Ekman                              | Isaak Hirsch                  | Richard Bengtsson                        | I bottenvåningen har Svenskt Tenn sina butikslokaler sedan 1927. |
|      | 7A, 7C | Klippan 10, 12          | Kvarteret Klippan               |                       | 1911      | Hagström & Ekman                              | Per S. Bocander               | Fredrik Sjösteen (7A) Josef Östlihn (7C) | I nummer 7A ligger Hotel Esplanade och i nummer 7C Hotel Diplomat. |
|      | 9      | Klippan 9               | Kvarteret Klippan               |                       | 1900      | Johan Laurentz                                | Johan Bengtson                | Johan Bengtson                           | Bland hyresgästerna fanns bankdirektören Ernest Thiel och varuhusdirektören Joseph Sachs. |
|      | 11     | Krabaten 4              | Kvarteret Krabaten              |                       | 1895      | Gustav Lindgren och Kasper Salin              | Johan Pettersson Edlund       | Johan Pettersson Edlund                  | Fram till 1901 bodde här bankdirektören Marcus Wallenberg. |
|      | 13     | Krabaten 3              | Kvarteret Krabaten              |                       | 1896      | Carl Kleitz                                   | Sven Fritiof Wennerholm       | Sven Fritiof Wennerholm                  | Bland hyresgästerna på 1950-talet märks grosshandlaren Juan Magnus Morales. |
|      | 15     | Krabaten 2              | Kvarteret Krabaten              |                       | 1896      | Johan Laurentz                                | Per August Wersén             | Per August Wersén                        | Ursprungligen avslutades hörnet med en lanterninkrönt tornhuv. |
|      | 17     | Ädelman mindre 11       | Kvarteret Ädelman mindre        |                       | 1895      | Johan Laurentz                                | Johan Bengtson                | Johan Bengtson                           | Bland långtida hyresgäster märks Galleri Gummeson som hade sina lokaler i souterrängvåningen mellan 1912 och 2009.                                                                                    |
|      | 19–21  | Ädelman mindre 17       | Kvarteret Ädelman mindre        | Thaveniuska huset     | 1885      | Isak Gustav Clason och Kasper Salin           | Evald Thavenius               | Evald Thavenius                          | Mellan övervåningens fönster finns sgraffitomålningar av Julius Kronberg föreställande lekande putti.                                                                                                 |
|      | 23     | Ädelman större 9        | Kvarteret Ädelman större        |                       | 1961      | Nils Tesch                                    | Rederi AB Rex                 | Widmark & Platzer                        | Ursprungshuset från 1882 revs och ersattes 1961 av nuvarande byggnad som därmed blev Strandvägens nyaste. Kring sekelskiftet 1900 hade politikern Fredrik von Essen sin bostad här.                   |
|      | 25     | Ädelman större 8        | Kvarteret Ädelman större        |                       | 1882      | Oskar Erikson                                 | Johansson & Hammarlund        | Johansson & Hammarlund                   | Samtidigt uppfördes Ädelman större 7 och 9 som blev det första nya bostadshuset vid Strandvägen. Kring sekelskiftet bodde här skådespelaren Anders de Wahl.                                           |
|      | 27     | Ädelman större 7        | Kvarteret Ädelman större        |                       | 1882      | Oskar Erikson                                 | Johansson & Hammarlund        | Johansson & Hammarlund                   | På denna adress bodde politikern Per Edvin Sköld och bankmannen Marcus Wallenberg. Hans söner Jacob och Markus växte upp här tillsammans med sina fyra systrar.                                       |
|      | 29–33  | Korporalen 9            | Kvarteret Korporalen            | Bünsowska huset       | 1888      | Isak Gustaf Clason och Anders Gustaf Forsberg | Friedrich Bünsow              | Claes Gustaf Norström                    | Bland de boenden märks Friedrich Bünsow med familj och greve Reinhold von Rosen. |
|      | 35     | Sergeanten 1            | Kvarteret Sergeanten            |                       | 1892      | Johan Laurentz                                | Per Sundahl och Johan Brandel | Per Sundahl och Johan Brandel            | Fasaden samkomponerades med Sergeanten 6, 7 och 8. Hörnlägenheten på fjärde våningen disponeras av Egyptens ambassad i Stockholm.                                                                     |
|      | 37     | Sergeanten 8            | Kvarteret Sergeanten            |                       | 1892      | Johan Laurentz                                | Johan Ahlström                | Johan Ahlström                           | Fasaden samkomponerades med Sergeanten 1, 7 och 8. |
|      | 39     | Sergeanten 7            | Kvarteret Sergeanten            |                       | 1892      | Johan Laurentz                                | Isaak Hirsch                  | Oscar Herrström                          | Fasaden samkomponerades med Sergeanten 1, 6 och 8. Lägenheten på våning 1 trappa disponeras av Sri Lankas ambassad i Stockholm.                                                                       |
|      | 41     | Sergeanten 6            | Kvarteret Sergeanten            |                       | 1892      | Johan Laurentz                                | Johan Göransson               | Johan Göransson                          | Fasaden samkomponerades med Sergeanten 1, 7 och 8. |
|      | 43     | Beväringen 1            | Kvarteret Beväringen            |                       | 1896      | Johan Albert Nordström                        | Johan Albert Nordström        | Johan Göransson                          | Fasaden samkomponerades med Beväringen 5 och 6. |
|      | 45     | Beväringen 6            | Kvarteret Beväringen            |                       | 1896      | Ullrich & Hallquisth                          | Richard Ingemarson            | Richard Ingemarson                       | Fasaden samkomponerades med Beväringen 1 och 5. I huset hade Carl Gustaf von Platen (den yngre) sin uppväxt.                                                                                          |
|      | 47     | Beväringen 5            | Kvarteret Beväringen            |                       | 1896      | Johan Albert Nordström                        | Johan Albert Nordström        | Johan Göransson                          | Fasaden samkomponerades med Beväringen 1 och 6. Mellan 1948 och 1958 disponerades en av våningarna av Indiens ambassad i Stockholm.                                                                   |
|      | 49     | Bajonetten 1            | Kvarteret Bajonetten            |                       | 1895      | Sam Kjellberg                                 | Isaak Hirsch                  | Oscar Herrström                          | Isaak Hirsch bodde på Strandvägen 49 fram till sin död 1917. |
|      | 51     | Bajonetten 11           | Kvarteret Bajonetten            |                       | 1897      | Sam Kjellberg                                 | Isaak Hirsch                  | Oscar Herrström                          | |
|      | 53     | Bajonetten 9            | Kvarteret Bajonetten            |                       | 1896      | Sam Kjellberg                                 | Isaak Hirsch                  | Oscar Herrström                          | |
|      | 55     | Bajonetten 6            | Kvarteret Bajonetten            | von Rosenska palatset | 1899      | Isak Gustaf Clason                            | Clarence von Rosen            | Lars Pettersson                          | Byggnaden sträcker sig genom kvarteret till Storgaten 58. |
|      | 56     | –                       | –                               | KMK:s klubbhus        | 1928–1930 | Osvald Almqvist                               | Kungliga Motorbåt Klubben     | okänd                                    | Byggnaden ligger på Strandvägskajen, nedanför Nobelparken. |
|      | 57     | Bajonetten 7            | Kvarteret Bajonetten            |                       | 1900      | Ludvig Peterson och Ture Stenberg             | Carl Oscar Lundberg           | Carl Oscar Lundberg                      | Bland tidiga hyresgäster märks den förmögne grosshandlaren William Olsson. |
|      | 59     | Gardisten 4             | Kvarteret Gardisten             |                       | 1915      | Höög & Morssing                               | Nils Petrus Althin            | Nils Petrus Althin                       | Bland tidiga hyresgäster fanns den norska statsmannen Francis Hagerup och på 1930-talet låg Norges legation i Sverige i byggnaden.                                                                    |
|      | 58–60  | Gamla Skogsinstitutet 1 | Kvarteret Gamla Skogsinstitutet |                       | 1858      | Johan Adolf Hawerman                          | Kronan                        | Okänd                                    | Fastigheten ägs och förvaltas av Statens fastighetsverk och är sedan 1971 ett lagskyddat byggnadsminne. Sedan 2011 ligger Israels ambassad i byggnaden.                                               |
|      | 61     | Gardisten 3             | Kvarteret Gardisten             |                       | 1915      | Östlihn & Stark                               | Oscar Herrström               | Oscar Herrström                          | Gardisten 3 blev en del i den så kallade Skandiaaffären där Ola Ramstedt (dåvarande personalchef för Skandia Liv) lät för bolagets räkning bland annat ”lyxrenovera” sin egen lägenhet i fastigheten. |
|      | 63     | Hornblåsaren 6          | Kvarteret Hornblåsaren          |                       | 1913      | Folke Zettervall                              | Frithiof Dahl                 | Frithiof Dahl                            | Bland hyresgästerna fanns 1915 bokförläggaren Åke Bonnier och politikern Carl Gripenstedt. |
|      | 65–67  | Hornblåsaren 5          | Kvarteret Hornblåsaren          |                       | 1923      | Gustaf Adolf Falk och Knut Nordenskjöld       | Eskil Alfheim                 | Eskil Alfheim                            | Eskil Alfheim och hustrun, operasångerskan Karin Alfheim, bodde själva i huset fram till 1930 och tornrummet blev hennes musiksalong.                                                                 |